# Wilhelm Brauneder
Wilhelm Brauneder (eigentlich Willi Brauneder; * 8. Jänner 1943 in Mödling) ist ein österreichischer Jurist, Rechtshistoriker und ehemaliger Politiker (FPÖ).
Von 1980 bis 2011 war er ordentlicher Universitätsprofessor am Institut für Rechts- und Verfassungsgeschichte der Universität Wien, von 1987 bis 1989 auch Dekan der Rechtswissenschaftlichen Fakultät. Von 1994 bis 1999 war er Abgeordneter zum Nationalrat und von 1996 bis 1999 Dritter Nationalratspräsident.

## Leben

### Ausbildung
Nach einem Studium der Rechtswissenschaften an der Universität Wien erfolgte Brauneders Promotion im Jahr 1965. Anschließend studierte er noch Staatswissenschaften und Wirtschaftspädagogik an der Wirtschaftsuniversität Wien und schloss 1972 mit einem Magisterium ab. Nach dem Abschluss der Gerichtspraxis leistete Brauneder seinen Militärdienst, u. a. in der Disziplinar- und Beschwerdeabteilung des Bundesministeriums für Landesverteidigung.

### Wissenschaftliche Karriere
Brauneder wurde 1967 Assistent an der Universität Wien, wo er von 1970 bis 1977 auch als Lehrbeauftragter an der Rechtswissenschaftlichen Fakultät arbeitete. 1971 erfolgte die von Werner Ogris betreute Habilitation mit der Venia legendi für die Fächer „Deutsche Rechtsgeschichte“, „Deutsches Privatrecht“ und „Österreichische Verfassungs- und Verwaltungsgeschichte“ mit der Arbeit Die Entwicklung des Ehegüterrechts in Österreich. Ein Beitrag zu Dogmengeschichte und Rechtstatsachenforschung des Spätmittelalters und der Neuzeit. Neben seiner Lehrtätigkeit an der Rechtswissenschaftlichen Fakultät Wien lehrte Brauneder zwischen 1973 und 1977 auch an der Geisteswissenschaftlichen Fakultät Wien sowie zwischen 1975 und 1977 an der Rechtswissenschaftlichen Fakultät der Johannes-Kepler-Universität Linz. Von 1984 bis 1992 war Brauneder schließlich auch Lehrbeauftragter am Institut für Politologie in Wien.
Nach seiner Ernennung zum Außerordentlichen Universitätsprofessor an der Rechtswissenschaftlichen Fakultät der Universität Wien 1977 wurde Brauneder 1980 zum Ordentlichen Universitätsprofessor berufen. Des Weiteren hatte Brauneder Gastprofessuren an der University of Kansas (Lawrence/Kansas, Wintersemester 1986) der Universität Paris V (Wintersemester 1991/92) und der Universität Budapest 1993 und 1994 inne. 1987 bis 1989 war Brauneder auch Dekan der Rechtswissenschaftlichen Fakultät der Universität Wien. Bis 2011 leitete er als Institutsvorstand deren Institut für Rechts- und Verfassungsgeschichte. Brauneder ist Mitglied und war von 1993 bis 1997 Vorsitzender der Vereinigung für Verfassungsgeschichte.

### Politische Karriere
Zwischen 1990 und 1996 war Brauneder für die FPÖ Mitglied des Gemeinderates und Stadtrat von Baden bei Wien. In der Legislaturperiode von 1994 bis 1996 (XIX. GP) war er Abgeordneter zum Nationalrat und von 1996 bis 1999 (XX. GP) zudem auch dessen Dritter Präsident. Ursprünglich wurde damals von der FPÖ Martin Graf für diese Funktion vorgeschlagen. Da jedoch bekannt wurde, dass im November 1987 Graf als Saalordner bei einer Veranstaltung des Rings Freiheitlicher Studenten (RFS) tätig war, bei der der rechtsextreme Reinhold Oberlercher aufgetreten war, wurde an Grafs Stelle Brauneder nominiert. Erst nachdem dieser bereits mit den Stimmen von ÖVP und FPÖ und gegen den vehementen Protest der SPÖ als Dritter Präsident gewählt war, wurde der Zeitschrift profil die Information zugespielt, dass Brauneder seinerseits in seiner damaligen Funktion als zuständiger Dekan der Juridischen Fakultät der Universität Wien nicht nur die Veranstaltung genehmigt hatte, sondern auch von Oberlerchers Auftritt im Vorfeld gewusst hatte und auch selbst bei der Veranstaltung anwesend war (nach späterer Eigendarstellung jedoch nur bis zur Begrüßung). Nach der Veröffentlichung durch die Zeitschrift profil hätten nicht wenige Abgeordnete aus der ÖVP ihr Votum für Brauneder bedauert.
Im Jahr 2019 legte Brauneder als 2018 eingesetzter Vorsitzender der sogenannten „Historikerkommission der FPÖ“ gemeinsam mit seinen Kollegen in diesem Gremium einen Bericht vor, der die Geschichte der Partei und insbesondere deren Verstrickungen mit dem Nationalsozialismus beleuchten sollte.

### Privates
Willi „Wilhelm“ Brauneder ist verheiratet und hat zwei Kinder.
Brauneder, auf der Website der Wiener Karl-May-Runde als deren spiritus rector angeführt, ist Herausgeber des Sammelwerks Karl May und Österreich. Realität – Fiktion – Rezeption. Bildung und Trivialliteratur aus dem Jahr 1996, das nach Eigendarstellung der Runde „Standard setzend […]“ ist. Überdies zeichnet er namentlich im Impressum für die Website und als Mitherausgeber der von der Runde herausgegebenen Karl-May-Briefe verantwortlich.

## Werke (Auswahl)
Monographien
- Die Entwicklung des Ehegüterrechts in Österreich. Ein Beitrag zu Dogmengeschichte und Rechtstatsachenforschung des Spätmittelalters und der Neuzeit. Salzburg/München 1973 (zugleich: Habilitationsschrift, Universität Wien, 1971).
- Die historische Entwicklung der modernen Grundrechte in Österreich (= Politische Bildung, 54). Wien 1987, ISBN 3-7028-0269-X.
- Leseverein und Rechtskultur. Der Juridisch-politische Leseverein zu Wien 1840 bis 1990. Wien 1992, ISBN 3-214-06031-7.
- (hrsg. von Gabor Hamza): Közép-Európa újabb magánjogtörténete Ausztria példáján (1900-ig). Budapest 1995.
- Deutsch-Österreich 1918. Die Republik entsteht. Wien 1999, ISBN 3-85002-433-4.
- Österreichische Verfassungsgeschichte. 11. Auflage, Wien 2009, ISBN 978-3-214-14876-8.
- Sommerfrisches. Episoden und Anekdoten vom Salzkammergut. Hall in Tirol/Wien 2009, ISBN 978-3-85093-245-5.
- Quellenbuch zur österreichischen Verfassungsgeschichte 1848–1955. Anhang: ältere Quellen. Wien 2012, ISBN 978-3-214-00535-1.
- Österreichs Allgemeines Bürgerliches Gesetzbuch (ABGB). Eine europäische Privatrechtskodifikation. Band I: Entstehung und Entwicklung des ABGB bis 1900 (= Schriften zur europäischen Rechts- und Verfassungsgeschichte, 60). Berlin 2014, ISBN 978-3-428-13301-7.
- Europäische Privatrechtsgeschichte. Wien/Köln/Weimar 2014, ISBN 978-3-8252-3487-4.
- Die Republik entsteht. Österreich 1918–1925. Graz 2018, ISBN 978-3-99081-005-7.
- Geschichte der österreichischen Staaten. Ein Grundriß. Karolinger Verlag, Wien/Leipzig 2019, ISBN 978-3-85418-192-7.

Aufsatzsammlungen
- Studien I: Entwicklung des öffentlichen Rechts. Frankfurt am Main/Wien 1994, ISBN 3-631-45808-8.
- Studien II: Entwicklung des Privatrechts. Frankfurt am Main/Wien 1994, ISBN 3-631-45807-X.
- Studien III: Entwicklung des öffentlichen Rechts II. Frankfurt am Main/Wien 2002, ISBN 3-631-39147-1.
- Studien IV: Entwicklungen des Öffentlichen und Privatrechts. Frankfurt am Main/Wien 2011, ISBN 978-3-631-54921-6.
- Studien V: Entwicklungen des Öffentlichen und Privatrechts II. Frankfurt am Main/Wien 2015, ISBN 978-3-631-66650-0.

Herausgebertätigkeit (Sammelbände, Editionen)
- Juristen in Österreich. 1200–1980. Wien 1987, ISBN 3-7015-0041-X.
- Grundlagen transatlantischer Rechtsbeziehungen im 18. und 19. Jahrhundert (= Rechts- und sozialwissenschaftliche Reihe, 1), Frankfurt am Main u. a. 1991, ISBN 3-631-41812-4.
- Lorenz von Steins «Bemerkungen über Verfassung und Verwaltung» von 1889 zu den Verfassungsarbeiten in Japan- Österreichisch-japanische Rechtsbeziehungen (= Rechts- und sozialwissenschaftliche Reihe, 2), Frankfurt am Main u. a. 1991 (gem. mit Kaname Nishiyama), ISBN 978-3-631-44487-0.
- Modell einer neuen Wirtschaftsordnung. Wirtschaftsverwaltung in Österreich 1914–1918 (= Rechtshistorische Reihe, 74), Frankfurt am Main u. a. 1991, ISBN 3-8204-8789-1.
- Heiliges Römisches Reich und moderne Staatlichkeit (= Rechtshistorische Reihe, 112), Frankfurt am Main u. a. 1993, ISBN 3-631-45871-1.
- Die Wiener Stadtbücher 1395–1430. Teil I u. II (= Fontes Rerum Austriacarum, III 10/1 u. 2), Wien/Köln 1989/1998 (gem. mit Gerhard Jaritz; Teil II auch gem. mit Christian Neschwara), ISBN 3-205-05239-0 und ISBN 3-205-98972-4.
- Internationalität der Finanzkontrolle (= Rechts- und sozialwissenschaftliche Reihe, 10), Frankfurt am Main u. a. 1995, ISBN 3-631-48190-X.
- Sacrum Imperium. Das Reich und Österreich 996–1806. Wien 1996 (gem. mit Lothar Höbelt), ISBN 3-85002-390-7.
- Karl May und Österreich. Realität – Fiktion – Rezeption. Bildung und Trivialliteratur. Hansa Verlag, Husum 1996, ISBN 978-3-920421-69-8.[6]
- Österreichisch-deutsche Rechtsbeziehungen. I. Rechtsangleichung 1850–1938 (= Rechts- und sozialwissenschaftliche Reihe, 12), Frankfurt am Main u. a. 1996, ISBN 3-631-45548-8.
- Repräsentation in Föderalismus und Korporativismus (= Rechts- und sozialwissenschaftliche Reihe, 21 / = Studies presented to the International Commission for the History of Representative and Parliamentary Institutions, 75), Frankfurt am Main u. a. 1998 (gem. mit Elisabeth Berger), ISBN 3-631-33620-9.
- Staatliche Vereinigung. Fördernde und hemmende Elemente in der deutschen Geschichte (= Beihefte zu „Der Staat“, 12), Berlin 1998, ISBN 3-428-09172-8.
- Staatsgründungen 1918 (= Rechts- und Sozialwissenschaftliche Reihe, 24), Frankfurt am Main u. a. 1999, ISBN 3-631-35001-5.
- L’istituzione parlamentare nel XIX secolo. Una prospettiva comparata / Die parlamentarische Institution im 19. Jahrhundert. Eine Perspektive im Vergleich. Bologna/Berlin 2000 (hrsg. gem. mit Anna G. Manca).
- Wahlen und Wahlrecht (= Beihefte zu „Der Staat“, 14), Berlin 2001, ISBN 978-3428102662.
- Die österreichischen Einflüsse auf die Modernisierung des japanischen Rechts. Österreichisch-Japanische Rechtsbeziehungen III (= Rechts- und Sozialwissenschaftliche Reihe, 33), Frankfurt am Main u. a. 2007 (gem. mit Kazuhiro Takii), ISBN 978-3-631-54918-6.
- Der Schutzgeist und sein Freund. Ein Gespräch von Dr. Hoffer, Wien 1814 [Nachdr. der Ausg. Wien 1814]. Kurze Darstellung einiger der wesentlichsten Vorzüge des neuen österreichischen bürgerlichen Gesetzbuches vor dem Civil-Gesetzbuche der Franzosen / [Franz Xaver Nippel]. Hall in Tirol/Wien 2011 (gem. mit Elisabeth Berger), ISBN 978-3-85093-280-6.
- Allgemeines bürgerliches Gesetzbuch für die gesammten deutschen Erbländer der Oesterreichischen Monarchie. Reprint anlässlich des 200-Jahr-Jubiläums, Hall in Tirol/Wien 2011, ISBN 978-3-85093-270-7.
- Abhandlung über die Principien [Prinzipien] des allgemeinen bürgerlichen Gesetzbuches für die gesammten deutschen Erbländer der Oesterreichischen Monarchie. [Nachdr. der Ausg. Wien 1816–1820], 2. Auflage, Hall in Tirol/Wien 2011, ISBN 978-3-85093-271-4.
- Das Staatsoberhaupt in der Zwischenkriegszeit (= A Pázmány Péter Katolikus Egyetem, Jog- és Államtudományi Karának könyvei: Tanulmányok, 7), Budapest 2011 (gem. mit István Szabó), ISBN 978-963-277-314-8.
- Bürgerliche Gesellschaft auf dem Papier. Konstruktion, Kodifikation und Realisation der Zivilgesellschaft in der Habsburgermonarchie (= Schriften zur Europäischen Rechts- und Verfassungsgeschichte, 59), Berlin 2014 (gem. mit Milan Hlavačka), ISBN 978-3-428-13935-4.
- Die bundesstaatlichen Staatsorganisationen (= A Pázmány Péter Katolikus Egyetem, Jog- és Államtudományi Karának könyvei: Tanulmányok, 27), Budapest 2015 (gem. mit István Szabó), ISBN 978-963-308-240-9.
- Landrechtsentwurf für Österreich unter der Enns 1526 (= Rechtshistorische Reihe, 452), Frankfurt am Main u. a. 2015, ISBN 978-3-631-51916-5.
- Landrechtsentwurf für Österreich unter der Enns 1573 (= Rechtshistorische Reihe, 461), Frankfurt am Main u. a. 2015, ISBN 978-3-631-57007-4.

Herausgebertätigkeit (Zeitschrift, Reihen)
- Mitherausgeber der Zeitschrift für Neuere Rechtsgeschichte (ZNR) (Manz Verlag)
- Mitherausgeber der Rechtshistorischen Reihe (Peter Lang Verlag)
- Herausgeber der Rechts- und Sozialwissenschaftlichen Reihe (Peter Lang Verlag)